# Campodus

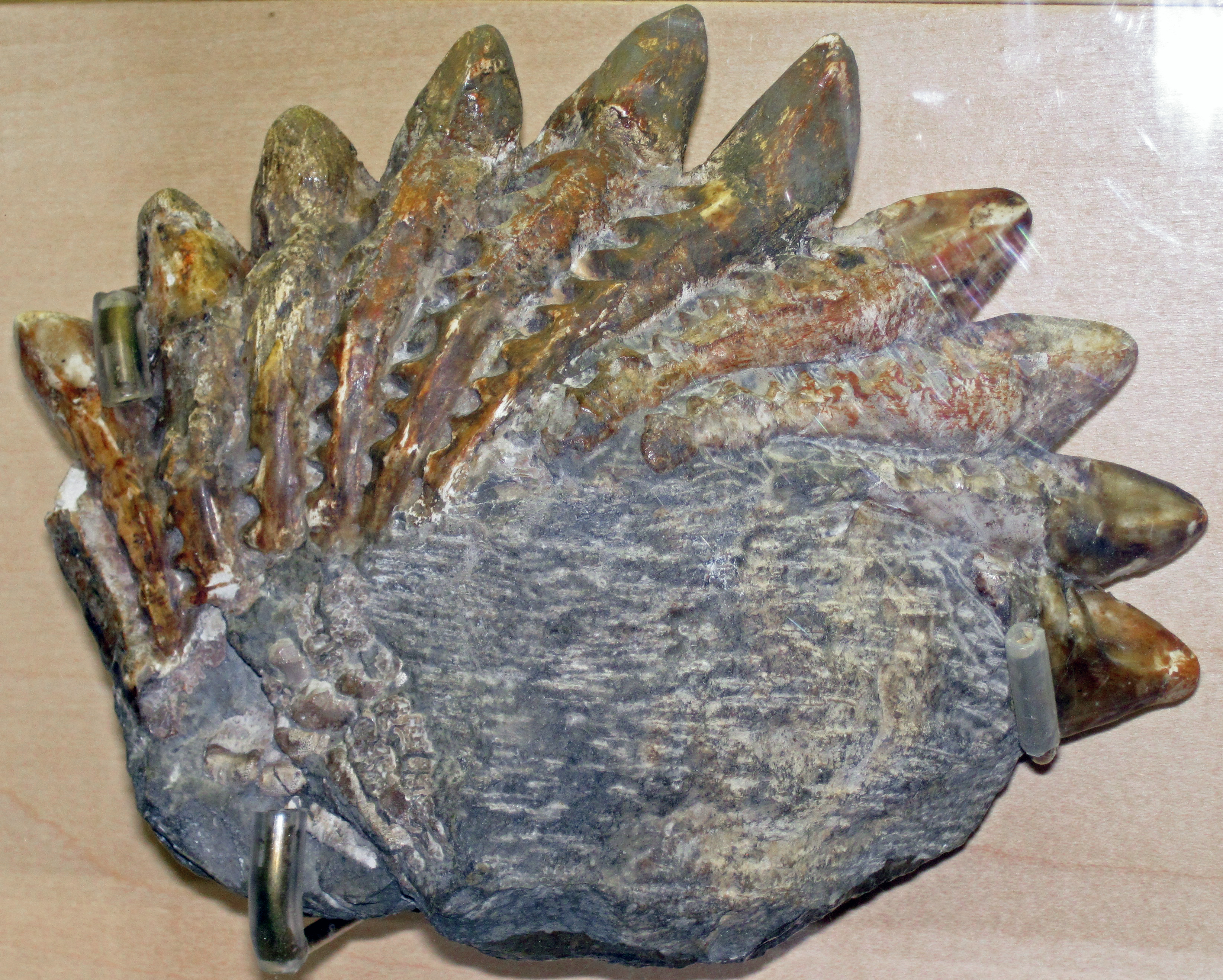
Diente de Campodus variabilis

Campodus es un género extinto de peces cartilaginosos  del orden Eugeneodontiformes que vivió en el Carbonífero.